# Stimatore di Newey-West
Nella statistica e nell'econometria, lo stimatore di Newey-West è un'approssimazione della matrice delle covarianze, utilizzato in quei casi reali per i quali le ipotesi standard della regressione lineare risultino inapplicabili (o non applicabili in modo statisticamente efficiente).
Fu proposto per la prima volta nel 1987 dagli economisti statunitensi Whitney K. Newey e Kenneth D. West, cui seguirono numerose varianti. È impiegato per eliminare l'autocorrelazione dei dati osservati e l'eteroschedasticità delle deviazioni del modello rispetto al valore reale della popolazione di riferimento.
La formula (nota) è la seguente:
{\displaystyle Q^{*}={\frac {1}{T}}\sum _{t=1}^{T}e_{t}^{2}x_{t}x'_{t}+{\frac {1}{T}}\sum _{\ell =1}^{L}\sum _{t=\ell +1}^{T}w_{\ell }e_{t}e_{t-\ell }(x_{t}x'_{t-\ell }+x_{t-\ell }x'_{t})}
{\displaystyle w_{\ell }=1-{\frac {\ell }{L+1}}}
Si dimostra  che b è uno stimatore consistente di β, e di conseguenza i residui {\displaystyle e_{i}} del metodo dei minimi quadrati sono stimatori consistenti dei corrispondenti {\displaystyle E_{i}} nella popolazione di riferimento.
Lo stimatore può essere calcolato con: 
- il programma MATLAB, tramite il comando hac[7];
- Stata, tramite il comando newey[8];
- il programma open-source Gretl, tramite l'opzione --robust in combinazione con comandi quali ols, per l'analisi di una serie storica.[9];
- i pacchetti sandwich[10] e plm[11] dell'ambiente di sviluppo R;
- nell'ambiente di Python, dal modulo statsmodels.[12]